# مقاطعة مونتغومري (ميسيسيبي)
مقاطعة مونتغومري هي مقاطعة في مسيسيبي، بلغ عدد سكانها 10٬925  نسمة، في 2010، عاصمتها وينونا، تبلغ مساحتها 1٬056 كيلومتر مربع.

## الموقع
تشترك في الحدود مع:
- مقاطعة غرينادا
- مقاطعة أتالا (ميسيسيبي).

## التقسيمات الإدارية
- وينونا.